# Saint-Sulpice-sur-Risle
Saint-Sulpice-sur-Risle là một xã trong tỉnh Orne, vùng Normandie tây bắc nước Pháp. Xã Saint-Sulpice-sur-Risle nằm ở khu vực có độ cao trung bình 206 mét trên mực nước biển.